# Takargo
A Takargo – Transporte de Mercadorias, S. A. é uma operadora ferroviária portuguesa, especializada no transporte de mercadorias, e que opera em Portugal e Espanha.

## História
A Takargo nasceu nos finais de 2006.
Em Maio de 2008, a empresa já tinha iniciado as suas provas em Portugal e planeava iniciar o serviço comercial em Outubro desse ano, com o objectivo de alcançar uma facturação de 19 milhões de Euros e uma quota de mercado de 25% no mercado português. Previa-se que a Takargo iria investir cerca de 80 milhões de Euros nesta operação, dos quais 56 milhões iriam ser investidos em locomotivas. A empresa previa iniciar o transporte de contentores em comboios com tracção própria entre Lisboa, Madrid e Barcelona, tendo para isso reforçado o seu parque com 14 locomotivas Euro 4000 da Vossloh. Estas locomotivas estão equipadas com sistemas de sinalização e de segurança compatíveis com Portugal e Espanha, e são capazes de rebocar comboios com 600 m, transportando 75 TEUs, sem necessitar de manobras na fronteira entre Portugal e Espanha.
Entre 2012 e 2014, a Takargo transportou entre 880 e 930 mil toneladas, e em 2015, ultrapassou um milhão de toneladas, tendo facturado nesse ano cerca de 10 milhões de Euros. Em Março de 2015, substituiu a CP Carga no transporte de jet fuel da Galp entre a Refinaria de Sines e a Estação de Loulé, onde se fazia o transbordo rodoviário até ao Aeroporto de Faro. Em 10 de Maio, a Takargo iniciou os comboios de mercadorias entre Lisboa e o Porto de Leixões.

## Frota
| Série      | Imagem | Tipo   | Velocidade Máxima | Nº Unidades | Data de Construção | Números                       |
| ---------- | ------ | ------ | ----------------- | ----------- | ------------------ | ----------------------------- |
| Série 1400 |        | Diesel | 105 km/h          | 2           | 1968               | 1445, 1449 (Ambas encostadas) |
| Série 1550 |        | Diesel | 120 km/h          | 4           | 1973               | 1552, 1563, 1565 e 1567       |
| Série 6000 |        | Diesel | 120 km/h          | 10          | 2008-2017          | [ 6 ]                         |